# Mont Chaberton
Le mont Chaberton est un sommet des Alpes françaises dans le massif des Cerces et précisément dans le chaînon du Chaberton, dans le département des Hautes-Alpes. Il culmine à 3 131 m d'altitude.

## Géographie
Le mont Chaberton se trouve dans la commune de Montgenèvre dans le Briançonnais et est aisément reconnaissable à sa forme pyramidale et à son sommet plat. Il est également usuellement nommé « le Chaberton ».

## Histoire

### Le fort des Nuages, ou le « cuirassé des Nuages»
Jusqu'en 1947, le mont Chaberton faisait partie intégrante du territoire italien (commune de Cesana Torinese).

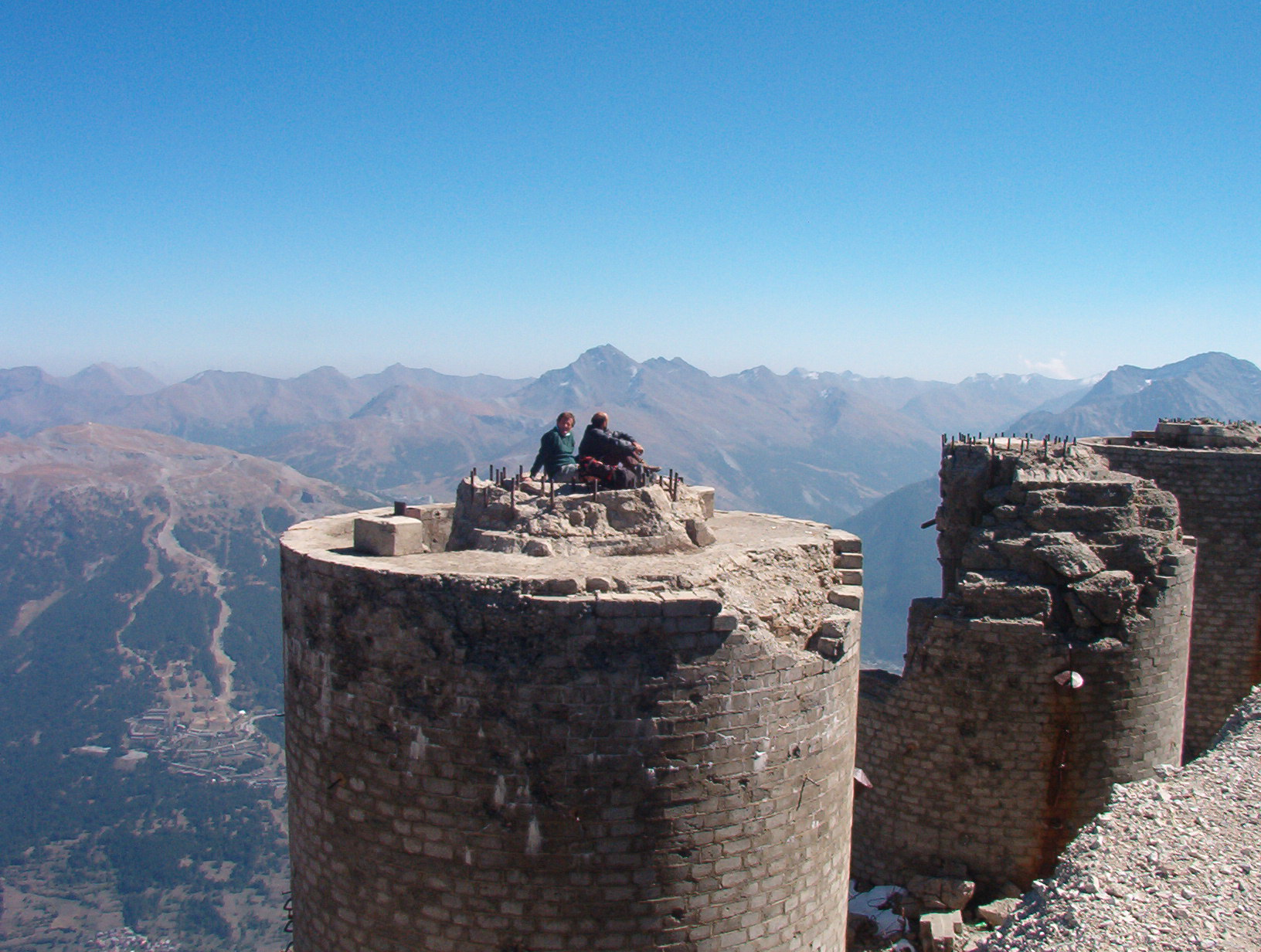
Les anciennes batteries militaires.

En 1898, l'Italie, qui venait d'adhérer à la Triplice, entreprend de construire au sommet du mont Chaberton une batterie de huit tours de maçonnerie surmontées de canons tournés vers la France et Briançon, défendant ainsi le passage du col de Montgenèvre.
Pour cela, les soldats et ingénieurs dirigés par le major du génie Luigi Pollari Maglietta réalisent une route depuis le village de Fénils (val de Suse) et abaissent d'environ six mètres le sommet du Chaberton pour y installer les huit tours de 12 mètres de haut, correspondant à la plus haute chute de neige enregistrée. En 1906, chacune des tours est armée d'un canon de 149/35 (en réalité, des 149/36 — le tube d'acier étant porté à la longueur de 36 calibres), ce qui allonge la portée du tir. Mais est conservée la dénomination 35 pour préserver le secret militaire. Chaque pièce, servie par 7 hommes, est protégée par une coupole blindée relativement légère (50 mm devant, 25 mm sur le toit et 15 mm sur les flancs et derrière), plus légère que les normes en vigueur alors pour les forteresses : on considérait en effet que la batterie se trouvait hors de portée de l'artillerie classique, et on se contenta de coupoles de conception anglaise Armstrong Montagna offrant une bonne protection contre la neige, les éclats et les schrapnels. L'ensemble des travaux est terminé en 1910. 
Le fort, parfois surnommé le « cuirassé des nuages », faisait l'orgueil des militaires italiens et était alors réputé comme le plus haut et l'un des plus puissants du monde. Sa position était inexpugnable, le mettant hors de portée de la plupart des pièces d'artillerie de l'époque, et permettant théoriquement à ses huit pièces de 149 mm d'atteindre la gare de Briançon distante de près de 18 km. Cependant, pour des raisons mécaniques liées à l'installation des tubes sous des coupoles Armstrong, la portée utile fut limitée à 16 km.
Pendant la Première Guerre mondiale, quand l'Italie entra en guerre aux côtés de l'Entente, en mai 1915, les pièces d'artillerie sont démontées pour être employées sur le front contre l'Empire austro-hongrois.
Sous le régime fasciste, la batterie du Chaberton est réarmée, et représente de nouveau une menace pour Briançon et la France. En 1940, le fort est intégré au IV Corpo d'Armata (général Mercalli) et constitue la 515a batteria du XXXIV Gruppo du 8° Raggruppamento Artiglieria de la Guardia alla Frontiera. Sa garnison compte environ 340 hommes, sous le commandement du capitaine Spartaco Bevilacqua. Des mitrailleuses de DCA sont prévues contre d'éventuelles attaques aériennes.

### La journée du21 juin 1940

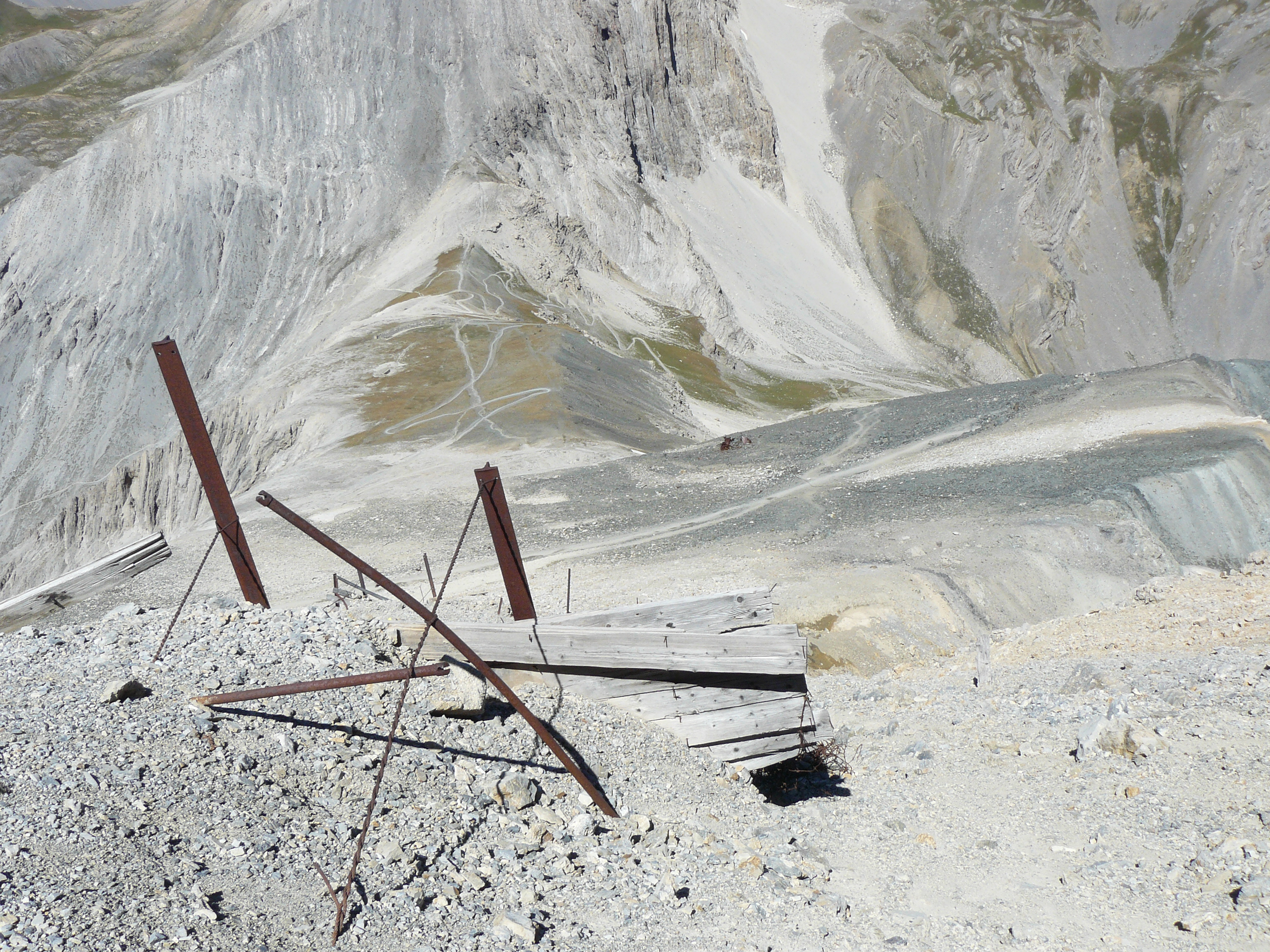
L'accès à la place forte du mont Chaberton.

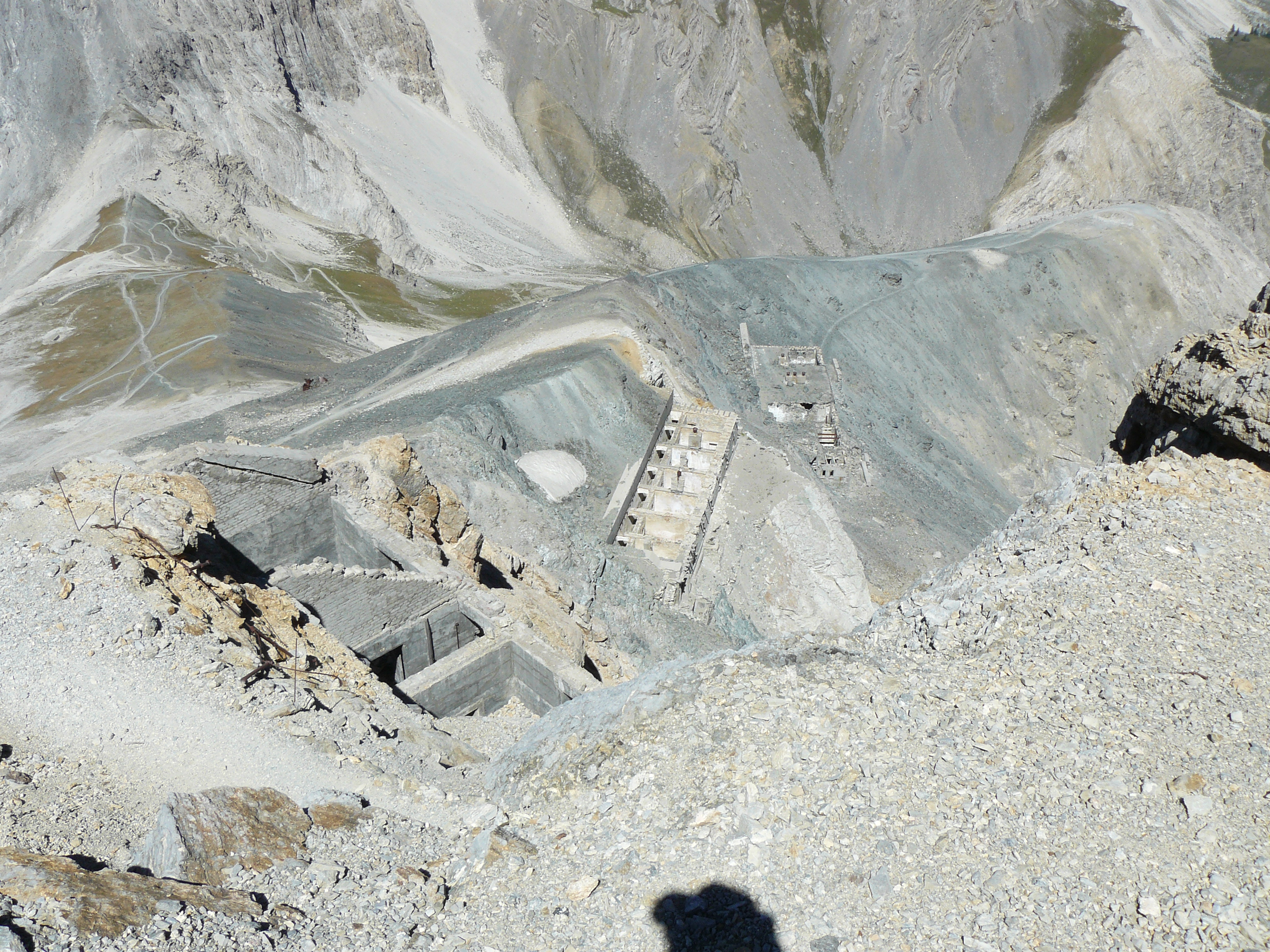
Les ruines des bâtiments d'intendance du fort du mont Chaberton.

Pour y faire face, l'armée française fit venir quatre mortiers Schneider de 280 modèle 1914, répartis en deux batteries camouflées de deux pièces, une à l'Eyrette et une autre au lieu-dit Poët-Morand, deux emplacements situés hors de la vue du fort italien. Ces deux sections constituaient la 6e batterie du 154e RAP (154e régiment d'artillerie de position), intégré au XIVe Corps d'armée (général Beynet). Les principales difficultés auxquelles se heurtèrent les artilleurs français venaient de ce que l'objectif, distant de 10 km, était situé à une altitude supérieure de 1 000 m à celle de leurs batteries, que les projectiles décriraient une parabole culminant à une altitude de 5 000 m et atteindraient leur cible plus d'une minute après le départ du coup. Il n'existait pas alors de tables de tir indirect pour des conditions de combat aussi extrêmes et inédites : le général Georges Marchand, qui commandait l'artillerie du XIVe Corps d'armée, fit appel à une équipe d'ingénieurs pour calculer en toute hâte les tables de tir des différentes pièces de l'artillerie de montagne, qu'il fit reproduire à l'imprimerie des aciéries Ugine non loin de là, afin de les diffuser auprès des artilleurs de Briançon.
Le 20 juin 1940, le fort du Chaberton reçut l'ordre d'ouvrir le feu contre les ouvrages français du Janus, de Gondran, de l'Infernet, des Trois-Têtes et de plusieurs batteries de campagne, mais ne causa que des dommages mineurs, par manque de précision. Les conditions météorologiques ne permettaient pas aux Français de régler leur tir pour répliquer, car le sommet du Chaberton restait voilé par les nuages. Le 21 juin 1940 à 10 heures, le ciel s'éclaircit et le lieutenant André Miguet, un ancien de Polytechnique qui commandait les deux batteries de 280 depuis un poste d'observation situé sur les pentes de l'Infernet, donna l'ordre d'ouvrir le feu. Il eut le temps de faire tirer trois coups qui s'approchèrent des tourelles du Chaberton, quand les nuages revinrent et lui masquèrent de nouveau sa cible.
Le ciel se dégagea vers 15 h 30 et le duel d'artillerie reprit. Miguet multipliait les coups qui encadraient les tourelles du Chaberton, observant les impacts, en liaison avec les observateurs de l'ouvrage du Janus qui lui signalent les coups longs dont les impacts lui étaient invisibles. Un des deux 280 de Poët-Morand, commandés par le sous-lieutenant Fouletier, mit un coup au but sur la tourelle 1 à 17 h 15. Dans la demi-heure qui suivit furent touchées les tourelles 3, 4 et 5. « Manifestement, le Chaberton n'a pas repéré cet adversaire qui l'inquiète, car il tire sur le Fort des Têtes » écrira dans son rapport le lieutenant Miguet. À 17 h 30 la tourelle 3 fut touchée, et se déclencha un incendie qui fut bien près de gagner le dépôt de munitions situé en contrebas. À 18 h 5 la tourelle 2 reçut un coup au but tiré par le lieutenant Henri Coste du 91e BCA, puis la 6. Le feu cessa à 20 heures. Au total ce jour-là 6 tourelles sur les 8 furent touchées, et les Italiens eurent à déplorer 9 tués et une cinquantaine de blessés.
Le Chaberton n'était pas totalement hors de combat, les tourelles 7 et 8 continuèrent à tirer les trois jours suivants, sans être atteintes par l'artillerie française, jusqu'au cessez-le-feu et à l'armistice du 24 juin 1940.
Le fort, inutilisable, fut abandonné le 8 septembre 1943, même s'il fut brièvement réoccupé un an plus tard, à l'automne 1944, par des parachutistes de la République sociale italienne surveillant l'avance alliée par la vallée de la Durance.

### L'annexion par la France

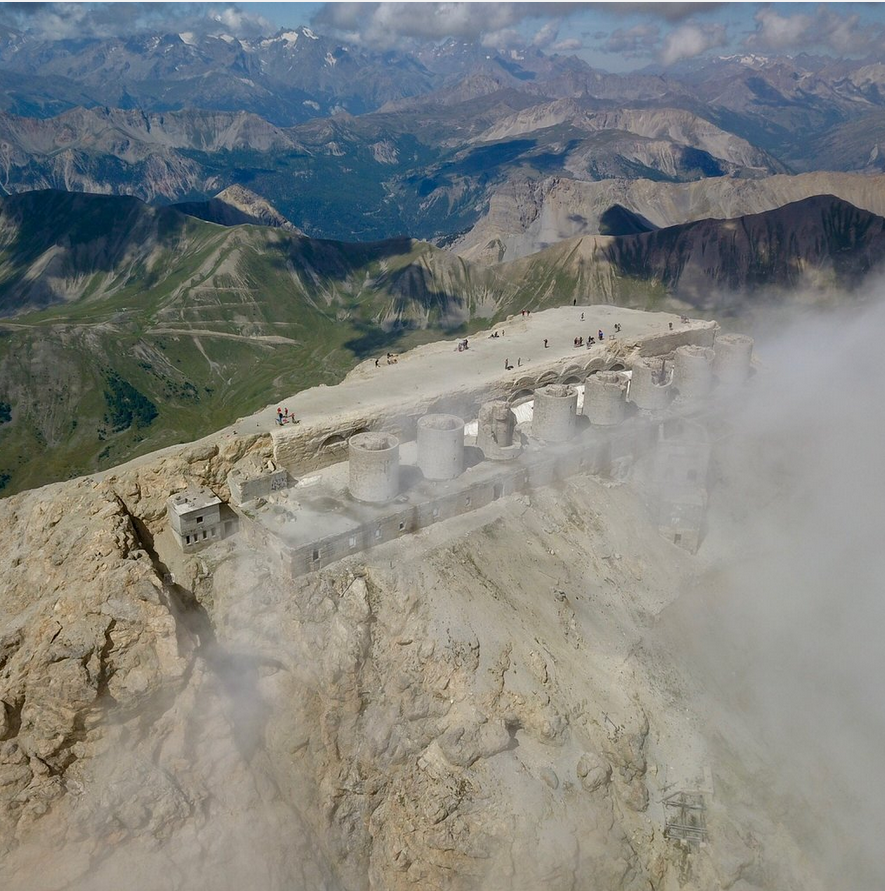
Les ruines du fort du mont Chaberton à vue de drone en 2018.

Pendant la période de négociation du traité de Paris signé en 1947, le ministre français des Affaires étrangères, Georges Bidault, se laissait aller en privé à se plaindre du « chabertonisme » du général de Gaulle, président du gouvernement provisoire : il entendait par là la propension du général à se passionner pour des détails insignifiants, au risque de compromettre le rapprochement franco-italien auquel poussait Bidault. Ainsi en réponse à une note du 15 janvier 1946 où Bidault souligne qu'il ne serait pas de bonne politique d'exiger de l'Italie des clauses exorbitantes, le général lui répond-il deux jours plus tard en insistant sur l'importance qu'il accorde à l'annexion du fort Chaberton.
C'est ainsi qu'à l'issue de la guerre, le vallon des Baïsses, le sommet du Chaberton et la batterie furent annexés par la France, déplaçant, de fait, la frontière à l'entrée du village italien de Clavière. À l'été 1957, tous les restes métalliques des tubes et des coupoles blindées furent enlevés et descendus dans la vallée. Il ne reste plus aujourd'hui sur le site que les supports des tourelles en maçonnerie et les ouvrages souterrains qui se dégradent rapidement et dont la visite est dangereuse.
Le fort est inscrit depuis le 4 février 2021 au titre des monuments historiques.

## Géologie
La montagne est essentiellement composée de roches du Trias supérieur.